# Belfast Lough
Il Belfast Lough (Loch Lao o Loch Laoigh in gaelico irlandese) è una stretta insenatura marina dell'Irlanda del Nord, situata nella costa nord-orientale dell'isola d'Irlanda su cui si affaccia la capitale nordirlandese Belfast, da cui prende il nome, come continuazione della foce del fiume Langan. Il Belfast Lough comunica verso est con il canale del Nord.
Sebbene venga chiamato lough (che significa lago), come succede anche in altri casi in Irlanda (come ad esempio il Lough Foyle e il Lough Swilly), si tratta di una insenatura marina a tutti gli effetti.